# 워 오브 더 비전 파이널 판타지 브레이브 엑스비어스
워 오브 더 비전 파이널 판타지 브레이브 엑스비어스(일본어: WAR OF THE VISIONS ファイナルファンタジー ブレイブエクスヴィアス 幻影戦争, War of the Visions: Final Fantasy Brave Exvius)는 스퀘어 에닉스와 구미가 공동 개발하고 스퀘어 에닉스가 iOS, 안드로이드 장치용으로 배급한 전략 롤플레잉 게임이다. 파이널 판타지 택틱스 시리즈 게임들의 영향을 받은 파이널 판타지 브레이브 엑스비어스의 스핀오프 작품이다. 이 게임은 2019년 11월에 일본에서만 출시되었으며 전 세계 버전은 2020년 3월에 출시되었다.